# Джон-Антуан Но
Джон-Антуа́н Но (справжнє ім'я та прізвище Еже́н Лео́н Едуа́рд Торке́, фр. John-Antoine Nau, Eugène Léon Édouard Torquet; 19 листопада 1860, Сан-Франциско, США — 17 березня 1918, Требуль, Франція) — французький письменник і поет, представник символізму, перший лауреат Ґонкурівської премії (1903 рік).

## Походження псевдоніма
Родичі та приятелі дали письменникові прізвисько Жіно, і це можна було написати як «J. Nau». «Джон» відображає американське походження, а «Антуан» — французьке. У каталонській мові «nau» означає «корабель». Крім того, був відомий гаїтянський поет Іґнас Но.

## Біографія
Джон-Антуан Но народився в сім'ї французького інженера й підприємця, який 1845 року емігрував із Франції до Каліфорнії, три роки по тому одружився з француженкою-емігранткою в Сан-Франциско, 1860 року став громадянином США і помер від тифу в 1864 році. 1866 року вдова Торке з трьома дітьми повернулася до Гавра, через чотири роки одружилася і в 1877-му переїхала до Парижа. Джон-Антуан навчався в гаврському ліцеї, а тоді у Ролленському коледжі в Парижі. Там він зійшовся з богемними літераторами, зокрема із зютистами і гідропатами — попередниками символізму. Співпрацював з журналом «Chat noir» («Чорний кіт»). Родичі хотіли, щоб Джон-Антуан став чиновником, але він вибрав собі інший життєвий шлях.
У 1881 році Но влаштувався працювати помічником лоцмана на трищогловому торговельному кораблі, що ходив до Антильських островів. Страшна буря, описана згодом у романі «Ворожа сила», спонукала його відмовитися від вітрильного плавання. Джон-Антуан став заступником комісара в патентних справах і подорожував до Нью-Йорка й міст Колумбії та Венесуели.
1883 року Но на судні «La France» повернувся до Франції, зупинився в муніципалітеті Аньєр-ан-Бессен і 1885-го одружився. Під час медового місяця молода пара поселилася на острові Мартиніка, пробула там рік і мала намір залишитися назавжди, але родинні обставини спонукали повернутися на батьківщину, а перед тим побувати на Канарських островах і в Португалії. У 1886 році Но пробува́в у Сан-Рафаелі, 1887-го перебрався до муніципалітету Піріак-сюр-Мер. У Барневіллі-Картере він написав свою першу збірку віршів «Au seuil de l'espoir» («На порозі надії») й 1897 року видав її своїм коштом. Письменник часто змінював місця проживання. 1898 року він опинився на Мальорці, а тоді — на Тенерифе. У Пуерто-де-ла-Оротава почав писати роман «Ворожа сила» й закінчив його в Андалусії. У 1903–1906 роках Но проживав у Сен-Тропе. 1903 року, знову ж таки, своїм коштом, він опублікував цей роман. Твір не мав комерційного успіху, не було навіть відгуків, бо автор не посилав критикам ні машинописів, ні друкованих примірників. Не заробляв на проживання своєю літературною діяльністю, попросту писав собі на втіху. У 1906-му Джон-Антуан Но перебрався до Алжиру, а у 1909 році — на Корсику й там прожив сім років (довше, ніж будь-де). У зв'язку з подіями на Першій світовій війні від 1916 по 1917 рік жив у Парижі, по тому переїхав до Руана, тоді до Требула, де й помер. Багато його творів не опубліковано за життя. Іменем Джона-Антуана Но названо вулицю в Порто-Веккіо (Корсика).

## Ґонкурівська премія
У грудні 1903 року Джона-Антуана Но нагородили Ґонкурівською премією за «Ворожу силу». Головний герой роману — поет Філліп Велі, прийшовши до тями в божевільні, тільки з часом дізнається, як і чому потрапив туди. Закохавшись у божевільну пацієнтку, Філліп втрачає її. В нього вселяється істота з іншої планети. Мордований лікарями, поет утікає з психіатричної клініки й мандрує по світі, шукаючи кохану.
Перед нагородженням Джон-Антуан Но друкувався час від часу — в журналах (зокрема в «La Revue blanche»), його мало хто знав. Журі Ґонкурівської премії (Жоріс-Карл Гюїсманс, Октав Мірбо, Леон Доде, брати Роні, Поль Марґеріт, Люсьєн Деклав, Елемір Бурж, Леон Еннік і Ґюстав Жеффруа) проголосувало за присудження нагороди всього шістьма голосами проти чотирьох. Зате у 1906 році Поль Леотро сказав: що «насправді Ґонкурівську премію вручили тільки один раз — отой перший, коли її дістав Но». Набагато пізніше голова журі 1903 року Гюйсманс висловився, що «на сьогодні це найкраще, що ми увінчали».

## Твори

### Поезія
- Au seuil de l'espoir (1897) — «На порозі надії»
- Le Jardin des jacinthes. Fleur de mirage. Poèmes (1901) — «Гіацинтовий сад. Квітка марева»
- Hiers bleus (1903) Texte en ligne [Архівовано 27 жовтня 2016 у Wayback Machine.] — «Блакитне минуле»
- Vers la fée Viviane. Errances. Côte d'émeraude (1905) — «До феї Вівіани. Мандри. Смарагдовий берег»
- En suivant les goélands (1914) Texte en ligne [Архівовано 8 жовтня 2016 у Wayback Machine.] — «Услід за чайками»
- Poèmes triviaux et mystiques (1924) — «Звичайні і містичні поеми»
- Poésies antillaises. Illustrées par Henri Matisse (Fernand Mourlot 1972) — «Антильські вірші»

### Проза
- Force ennemie (1903). Réédition: M. Milo, Paris, 2000, 2010 — «Ворожа сила», науково-фантастичний роман
- Le Prêteur d'amour (1905) — «Кредитор кохання»
- La Gennia, roman spirite hétérodoxe (1906). Réédition: Austral, Paris, 1996 — «Женнія, єретичний духовний роман»
- Cristóbal le poète (1912) — «Поет Крістобаль»
- Thérèse Donati, mœurs corses (1921). Réédition: La Marge, Ajaccio, 2003 — «Тереза Донаті, корсиканські звичаї»
- Les Galanteries d'Anthime Budin (1923) — «Галантність Антіма Будена»
- Pilotins (1923) — «Підручні лоцмана»
- Les Trois amours de Benigno Reyes (1923). Réédition: Encre bleue, Villegly, 2002 — «Три кохані Беніньо Реєса»
- Archipel caraïbe (1929) — «Карибський архіпелаг»

### Публікації в журналі «Ла ревю бланш»
- Cruauté sentimentale — «Сентиментальна жорстокість»
- Corvée d'eau, nouvelle — «Блакитне минуле», оповідання
- Le Jardin des Jacinthes — «Гіацинтовий сад»
- Poèmes — «Поеми»
- Les trois amours de Benigno Reyes — «Три кохання Беніньо Реєса»

### Кореспонденція
- Lettres exotiques (1933) — «Екзотичні листи»
- Lettres de Corse et de Bretagne (1949) — «Листи з Корсики і Бретані»

### Переклади
- Fiodor Dostoïevski : Journal d'un écrivain, 1873, 1876 et 1877, traduit du russe par Jean-Wladimir Bienstock et John-Antoine Nau (1904) Texte en ligne — «Федір Достоєвський: щоденник письменника»